# Operações de transporte ferroviário
Uma ferrovia pode ser dividida basicamente em dois componentes principais: itens que "se movem", o material circulante, que são as locomotivas, veículos que transportam passageiros (carros), veículos que transportam cargas (vagões de carga/mercadorias) e aqueles itens que são "fixos", normalmente relacionados como a sua infraestrutura. Esta categoria inclui a via permanente (trilhos) e os imóveis (estações, instalações de transporte de mercadorias, viadutos e túneis).

## Operação

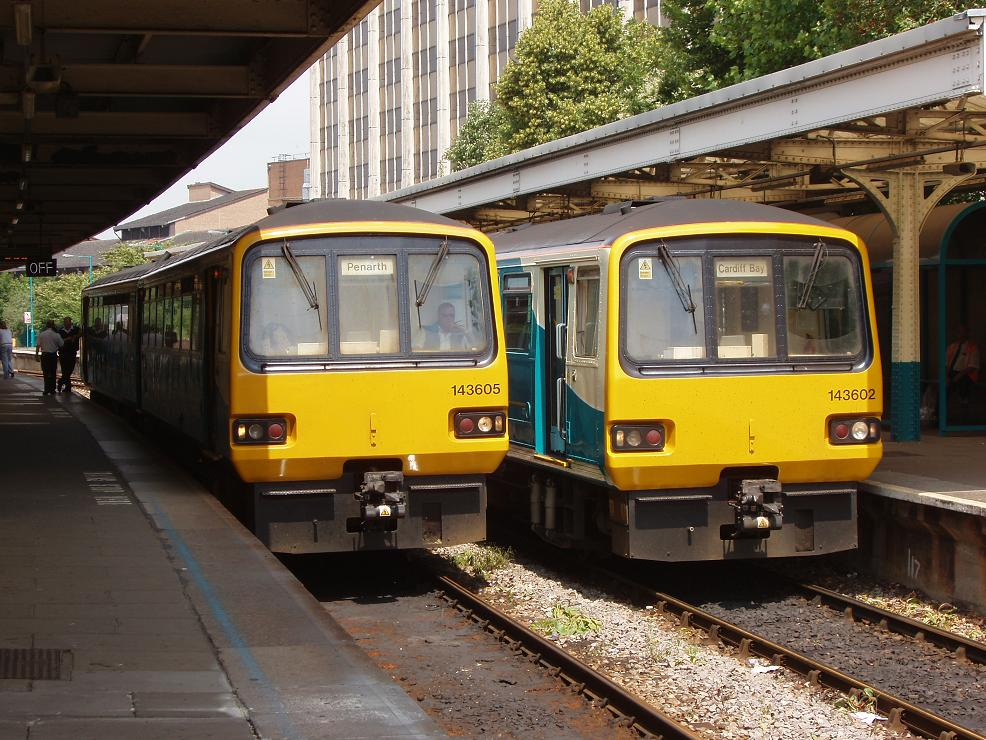
Dois British Rail Class 143 DMUs na estação Cardiff Queen Street no Reino Unido. Os dois trens são operados pela Arriva Trains Wales.

A operação da ferrovia se faz através de um sistema de controle, originalmente por meios mecânicos, mas hoje em dia, mais comumente, por sistemas eletrônicos e informatizados.

## Fatores intrínsecos

### Sinalização
Os sistemas de sinalização usados para controlar o movimento de tráfego ferroviário podem ser por blocos fixos ou por blocos móveis.
Blocos fixos
A maioria dos blocos são blocos "fixos", ou seja, o posicionamento dos trens ao longo da via é determinado por dois pontos definidos.
Em sistemas baseados em sinais, os blocos geralmente começam e terminam em sinais ferroviários. Alternativamente, a sinalização de cabina pode estar em uso. 
A extensão dos blocos é concebida para permitir que os trens tenham o espaço necessário para sua operação. Uma linha de ramal pouco usada deve ter blocos com muitos quilômetros de extensão, enquanto que uma ferrovia movimentada suburbana, deve ter blocos de apenas centenas de metros.
Blocos móveis
Uma desvantagem dos blocos fixos é que os trens mais rápidos gastam uma distância maior para a frenagem e, portanto, os blocos precisam ser mais longos. Isso diminui a capacidade de uma linha. 
Com o bloco móvel, os computadores são usados para calcular uma 'zona de segurança', para cada movimento do trem, onde nenhum outro trem pode entrar. O sistema depende de um conhecimento preciso de onde cada trem está e quão rápido ele se move. Com o bloco móvel, sinais de solo não são necessários, e as instruções são passadas diretamente para os trens. Tem a vantagem de aumentar a capacidade da via, permitindo a circulação mais próxima dos trens.

### Tipos de sistema ferroviário
A maioria dos sistemas ferroviários serve um número de funções na mesma via, para trens que transportam passageiros a curta e longa distância, e trens de transporte de mercadorias. A ênfase em cada um varia conforme o país. Alguns sistemas de trânsito ferroviário urbano, metropolitano e veículo leve sobre trilhos são sistemas isolados do sistema nacional das cidades que servem. Algumas linhas de transporte de cargas que servem às minas, também são sistemas isolados, e geralmente pertencem exclusivamente à empresa mineradora. Uma ferrovia industrial é um sistema ferroviário especializado usado dentro de fábricas ou minas. As ferrovias de montanhas são geralmente isolados, com sistemas de segurança especiais.

### Via permanente e construção de ferrovias
A via permanente estende-se através da geografia física. A geometria de trilhas é limitada pela geografia física.

### Tipos de veículos
Os trens são empurrados/puxados por uma ou mais locomotivas. Duas ou mais locomotivas acopladas em tração múltipla são frequentemente usadas em trens de transporte de mercadorias. Os vagões ferroviários ou material circulante consiste de carros de passageiros, vagões de transporte de mercadorias, carros de manutenção e nos Estados Unidos, cabooses (vagão-alojamento de pessoal do trem ou de operários da ferrovia). Os trens de passageiros modernos, por vezes, são empurrados/puxados por uma unidade posicionada em cada uma de suas extremidades, que não precisa ser motorizada ou contínua. Muitos trens de passageiros são constituídos de unidades múltiplas com motores montados sob os carros de passageiros.

### Operações de passageiros
A maioria das operações de passageiros do transporte público acontece na estação ferroviária e nos carros de passageiros. O passageiro compra um bilhete, seja na estação ou no trem (por vezes com um valor maior). Há duas maneiras de validar o bilhete. Em uma delas, o passageiro valida o bilhete ele mesmo (perfurando-o, por exemplo) e isso é aleatoriamente controlado por um controlador de bilhetes. Um condutor verifica todas as pessoas no trem, valida o bilhete e o unitiliza, para que não possa ser utilizado novamente. Alguns carros de passageiros, especialmente trens de alta velocidade em longas distâncias têm um restaurante ou bar. Estes precisam ser reabastecidos de mercadorias. Nos últimos tempos, os vagões restaurantes têm diminuído um pouco, e substituídos por máquinas de vendas diretas ao consumidor posicionadas nas estações ferroviárias ou no trem. 
Quando não estão em uso, os carros de passageiros são armazenados, mantidos e reparados nas oficinas.

### Operações de carga
Os trens de carga ou mercadorias são carregados e descarregados em terminais intermodais (também chamados de estações de contêineres de cargas ou terminais de cargas), e em locais alfandegados (por exemplo, minas, elevadores de grãos, fábricas). Os transportes intermodais de cargas utilizam contêineres, que são manipulados por guindastes. Ao longo de suas rotas, os trens de carga são conduzidos através de estaleiros ferroviários para a classificação dos vagões e a montagem dos trens para seus destinos finais, bem como para a manutenção de equipamentos, reabastecimento, e troca da tripulação. Dentro de um pátio de carga, os trens são compostos em um pátio de manobras. As locomotivas de manobras auxiliam nessa composição. 
Uma unidade de trem (também chamada de um bloco de trem), que transporta um bloco de vagões todos da mesma origem e destino, não recebe classificação em um pátio de manobras, mas pode parar em um pátio de carga para inspeção, manutenção dos motores e/ou troca da tripulação.

### Operações de locomotivas
Quando inativas, as locomotivas são alojadas em um depósito de locomotivas. Nas oficinas de manutenção as locomotivas são limpas, reparadas, e  etc. As locomotivas retiradas de serviço às vezes são usadas para aquecer os vagões de passageiros e efetuar o degelo dos aparelhos de mudança de via em países onde o inverno é muito rigoroso. Após esse período, as locomotivas (e outros vagões) são transformados em sucata ou são deixados à ferrugem em um depósito ferroviário. Algumas terminam em museus ferroviários ou são compradas por grupos de turismo ferroviário. 
As locomotivas a vapor, são alojadas em um depósito ferroviário circular, uma rotunda, que envolve uma plataforma giratória.

## Fatores práticos (viabilidade)
Cada sistema de transporte representa uma contribuição para a infraestrutura do país, e como tal deve ter um sentido econômico, eventualmente próximo. A partir daí, cada um terá um papel especial ou funções a desempenhar. Estes podem mudar com o tempo, mas eles afetarão as especificações de cada sistema em particular. 

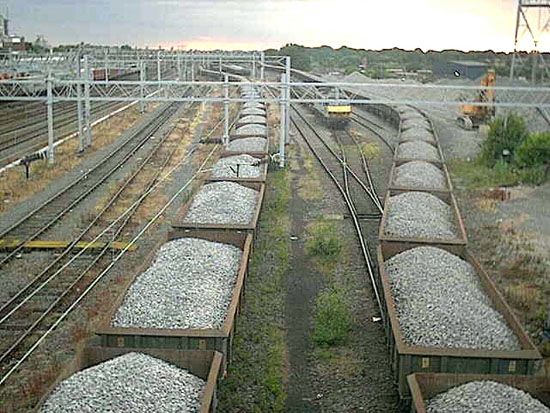
Vagões de carga carregados de calcário aguardam o descarregamento, no ramal de Rugby, Warwickshire, Inglaterra

## Fatores extrínsecos
Os sistemas de transporte ferroviário são incorporadas à paisagem, incluindo a Geografia física (colinas, vales, e etc) e a Geografia humana (localização das cidades). O sistema de transporte ferroviário pode, por sua vez, interferir na Geografia humana. 

### Geografia física
A via permanente de um sistema deve levar em conta a geografia e a geologia de sua região. Ela pode ser plana ou montanhosa, pode incluir obstáculos, tais como água e montanhas. Isto irá determinar, em parte, a natureza intrínseca do sistema. A inclinação em que cada trem circula precisa também ser calculado corretamente. Nesta etapa, decide-se onde os túneis passarão.

### Geografia humana
Os sistemas de transporte ferroviário afetam a Geografia humana. As grandes cidades (como Nairobi) surgiram após a construção de uma ferrovia. Historicamente, quando uma estação era construída fora da área urbana de um município, ao qual se destina a servir, a cidade tendia a expandir-se na direção da estação até chegar a incluí-la, ou construções (especialmente pousadas) surgiam nas proximidades da estação ferroviária. A existência de uma estação pode aumentar o número de pessoas que vivem em uma cidade ou vila e trabalham ou estudam em outra fazendo assim com que se tornem uma cidade dormitório. A ferrovia transcontinental foi um grande fator da colonização americana da fronteira ocidental. A expansão ferroviária da China em direção ao Tibete pode ter consequências semelhantes.

### Fatores históricos
Os sistemas de transporte ferroviário são muitas vezes usados para fins para os quais não foram projetados, mas evoluíram devido às mudanças na geografia humana. A Política pode desempenhar um papel importante nas decisões sobre as ferrovias, como no caso da construção e desativação da ferrovia Madeira-Mamoré no Brasil. No Reino Unido, a construção ou a reconstrução de uma ferrovia  geralmente requer um Ato do Parlamento.